# اتفاقية منبج
اتفاقية منبج إبرمت في 4 يونيو 2018 بين تركيا والولايات المتحدة، خلال الحرب الأهلية السورية. ويتعلق الأمر بمدينة منبج ويأتي بعد فترة من التوتر بين البلدين الحليفين داخل حلف شمال الأطلسي (الناتو) لكن أهدافهما تختلف في سوريا.

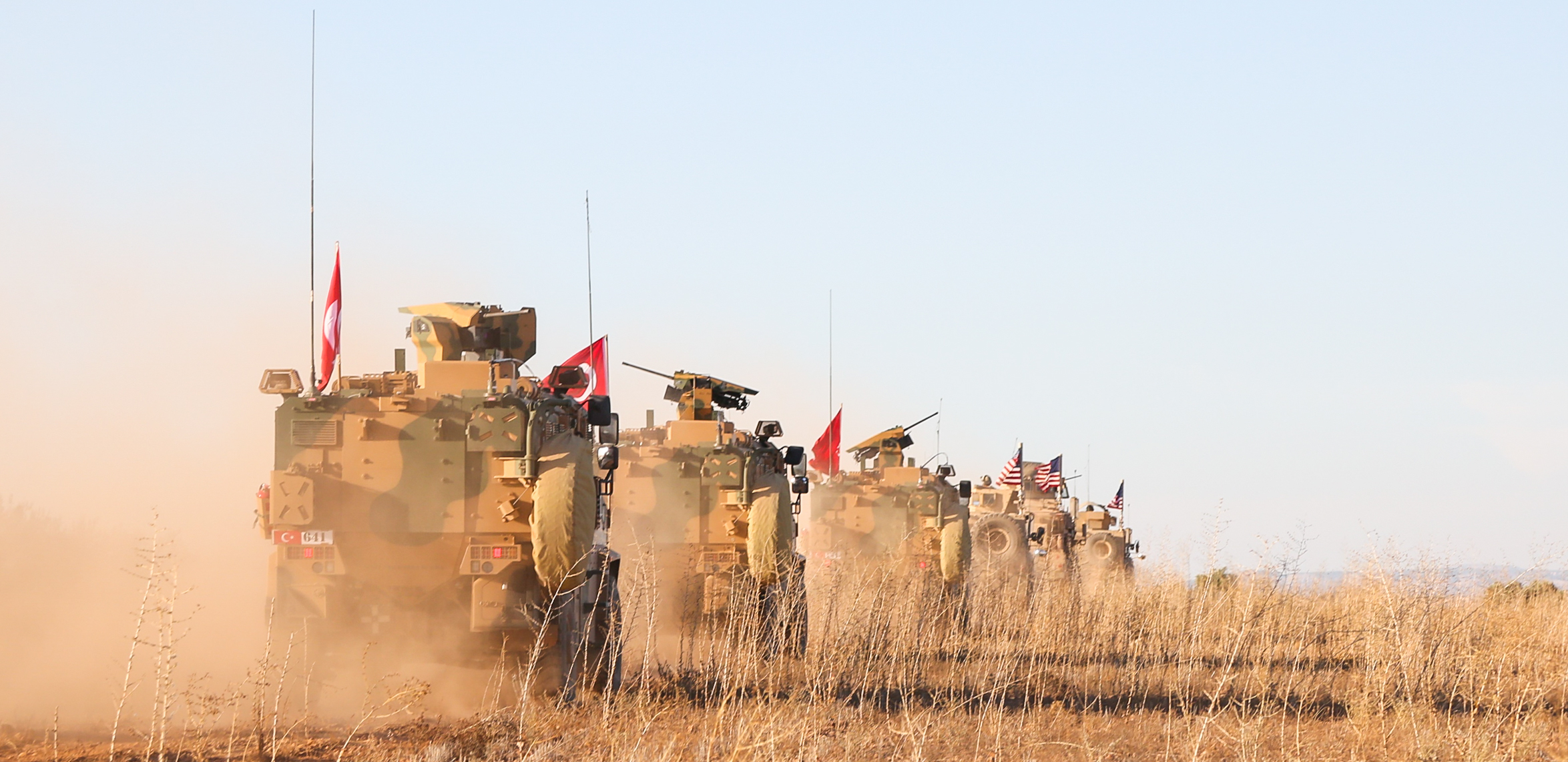
آليات أمريكية وتركية تسير دورية مشتركة في منبج1 نوفمبر 2018.

منذ عام 2016 وعملية درع الفرات، تخوضها تركيا حربًا ضد قوات سوريا الديمقراطية، وهو تحالف من الجماعات المسلحة العربية والكردية تهيمن عليه إلى حد كبير وحدات حماية الشعب، الجناح المسلح لحزب الاتحاد الديمقراطي (PYD)، وهو في حد ذاته فرع سوري لحزب العمال الكردستاني ، الذي يشن حرب عصابات على الأراضي التركية منذ عقود. وبدلاً من ذلك، تحالفت الولايات المتحدة مع وحدات حماية الشعب وقوات سوريا الديمقراطية، التي دعمتها منذ عام 2014 لمواجهة تنظيم الدولة الإسلامية .
وفي مارس 2018، شهدت عملية غصن الزيتون سيطرة الجيش التركي ومتمردي الجيش السوري الحر على مدينة عفرين من قوات سوريا الديمقراطية. وبعد انتصارها، أعلنت تركيا على الفور عزمها على مهاجمة مدينة منبج، التي تسيطر عليها أيضاً قوات الدفاع والأمن. ومع ذلك، فإنها تواجه هذه المرة معارضة من الولايات المتحدة، التي لديها قوات منتشرة في محافظة منبج، على عكس عفرين. وبعد بضعة أسابيع من التوتر، تتوصل أنقرة وواشنطن إلى اتفاق. وينص ذلك على إنشاء دوريات أمريكية تركية في منبج، وكذلك إخلاء وحدات حماية الشعب من المدينة، التي تُركت السيطرة عليها لمجموعة أخرى من قوات الدفاع والأمن، وهي مجلس منبج العسكري.

## التهديدات التركية الأولى
منذ بداية معركة عفرين، أبدت تركيا رغبتها في انتزاع مدينة منبج من قوات سوريا الديمقراطية. ويسيطر الأخيرون على المدينة منذ أغسطس 2016، بعد هزيمة تنظيم الدولة الإسلامية في معركة منبج. يقدر نسبة السكان العرب في مدينة منبج بحوالي 75٪. ويدير المدينة ومنطقتها مجلس مدني، لكن يسيطر عليه الأكراد. وفقا للأكاديمي فابريس بالانش : « إذا لم يكن الأكراد قادرين على المقاومة في منطقة جبلية ومتجانسة عرقياً مثل عفرين، حيث حصنوا مواقعهم، فكيف يمكنهم المقاومة بين السكان المختلطين في منبج أو تل أبيض أو القامشلي؟ ».

## رد فعل الولايات المتحدة

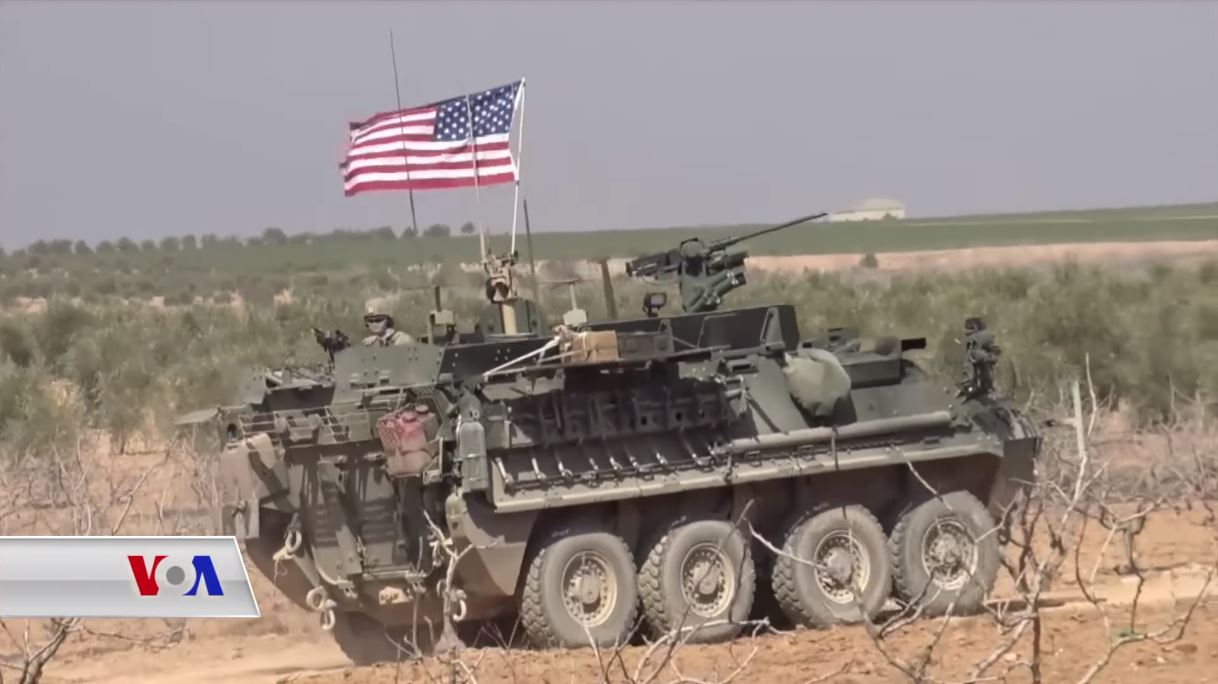
مدرعة أمريكية في منطقة منبج، شباط 2018

لكن بينما كان الأكراد في عفرين قد تحالفوا مع روسيا، فإن القوات الأمريكية هي التي تنتشر في المنطقة في منبج. وكان هناك حوالي 2000 جندي أمريكي حينها في سوريا إلى جانب قوات سوريا الديمقراطية كجزء من القتال ضد تنظيم الدولة الإسلامية. ومن ثم تطالب تركيا الولايات المتحدة بالانسحاب من منبج والتوقف عن دعم “الإرهابيين”. وفي يناير/كانون الثاني، أعلن هيثم عفيصي، رئيس أركان الجيش السوري الحر، أن 10،000 رجل مستعدون للانتقال إلى منبج وحتى لمواجهة القوات الأمريكية إذا لم تسحب الأخيرة دعمها لـ "إرهابيي" حزب العمال الكردستاني. وتحاول الولايات المتحدة استرضاء تركيا، وتؤكد بشكل خاص أنها توقفت عن إمداد القوات الكردية بالأسلحة، إلا أن قواتها لا تزال موجودة في منبج. في 24 يناير، تحدث الرئيس الأمريكي دونالد ترامب والرئيس التركي رجب طيب أردوغان هاتفياً ; وبحسب البيان الصحفي للبيت الأبيض، فإن الرئيس الأمريكي « يحث تركيا على خفض أعمالها العسكرية والحد منها » ويطلب منه تجنب « أي عمل من شأنه أن يؤدي إلى إثارة اشتباك بين القوات التركية والأمريكية ». لكن في 27 يناير، أكد وزير الخارجية التركي مولود جاويش أوغلو، أنه يجب على الولايات المتحدة الانسحاب "فوراً" من منبج، بعد أن أعلنت في اليوم السابق : « سوف نذهب إلى النهاية. سنتدخل ضد التنظيم الإرهابي ونقضي عليه أينما كان». في 4 فبراير، أعلن نائب رئيس الوزراء التركي بكر بوزداغ : « لا نريد أي اشتباكات مع الولايات المتحدة في منبج شرق الفرات أو في أي مكان آخر. لكن يتعين على الولايات المتحدة أن تضع في اعتبارها الحساسيات التركية. إذا ارتدى الجنود الأمريكيون زي الإرهابيين أو وجدوا أنفسهم بين الإرهابيين أثناء الهجوم على الجيش، فلن تكون هناك طريقة للتمييز بين الإرهابيين.

## تورط فرنسا
ومنذ عام 2016، أرسلت فرنسا أيضًا قوات خاصة إلى سوريا إلى جانب قوات سوريا الديمقراطية. ومع بداية عام 2018، كان هناك 200 جندي من القوات الخاصة الفرنسية متواجدين في سوريا والعراق. في 29 مارس 2018، استقبل الرئيس إيمانويل ماكرون وفداً من قوات سوريا الديمقراطية في الإليزيه. وفي نهاية اللقاء، أكد أحد المندوبين، آسيا عبد الله، وخالد عيسى ممثل حزب الاتحاد الديمقراطي في فرنسا، أن الرئيس الفرنسي ملتزم بنشر قوات في منطقة منبج للتصدي للهجوم التركي. ثم رد المتحدث باسم الحكومة التركية، بكر بوزداغ، وحذر فرنسا : « ومن يتعاون مع الجماعات الإرهابية ضد تركيا ويهاجم تركيا معهم، سينال نفس المعاملة التي نوجهها إلى هذه الجماعات الإرهابية وسيكون أهدافًا لتركيا. نأمل ألا تتخذ فرنسا مثل هذه الخطوة غير العقلانية. لكن الحكومة الفرنسية ناقضت تصريحات قوات الدفاع والأمن في اليوم التالي وأوضحت أنها لم تخطط ولا توجد عملية عسكرية جديدة في المنطقة خارج التحالف الدولي ضد تنظيم الدولة الإسلامية . رسمياً الرئيس الفرنسي يؤكد لقوات الدفاع والأمن « دعم فرنسا، لا سيما لتحقيق الاستقرار في المنطقة الأمنية في شمال شرق سوريا، في إطار حكم شامل ومتوازن، لمنع عودة ظهور داعش في انتظار حل سياسي للصراع السوري » ويعود « تحية لتضحيات قوات الدفاع والأمن ودورها الحاسم في الحرب ضد داعش ». ويؤكد مجددا التزام فرنسا ضد حزب العمال الكردستاني من خلال وإذ أحاط علما بالتزام قوات الدفاع والأمن بعدم وجود أي صلة عملياتية مع هذه المجموعة الإرهابية وإدانة أي عمل ذي طبيعة إرهابية أينما جاء، أعرب عن أمله في إمكانية إقامة حوار بين قوات الدفاع والأمن وتركيا بمساعدة فرنسا وتركيا. المجتمع الدولي ». ومع ذلك، فقد رفض اقتراح الوساطة الفرنسية بشدة من قبل تركيا، التي رفضت إجراء أدنى تمييز بين قوات الدفاع والأمن وحزب العمال الكردستاني. وفي 30 مارس، أعلن المتحدث باسم الرئاسة التركية، إبراهيم كالين : نحن نرفض أي جهد لتعزيز الحوار أو الاتصالات أو الوساطة بين تركيا وهذه الجماعات الإرهابية ». الرئيس أردوغان يعلن عن « حزين جدا » بواسطة « النهج الخاطئ تماما من فرنسا ويستجيب : « من أنت لتتحدث عن الوساطة بين تركيا وتنظيم إرهابي ؟ ».
. منانبه، يؤكد وزير الدفاع التركي نور الدين جانيكلي، أن الانتشار العسكري الفرنسي في شمال سوريا سيكون « غزو ». وفي 30 مارس، نشرت وكالة الأنباء التركية الأناضول أيضًا خريطة تشير إلى مواقع خمس قواعد للجيش الفرنسي في شمال سوريا حيث سيتم نشر 70 جنديًا. ; بحسب فرانس 24، هذه المعلومة « .«يمكن أن يشكل شكلاًط من أشكال التحذير من أنقرة تجاه باريس ».

## طمس الاستراتيجية الأمريكية
وفي 29 مارس أعلن الرئيس الأمريكي دونالد ترامب رغبته في سحب قواته من سوريا. : « سوف نغادر سوريا بسرعة كبيرة، قريباً جداً ». وتتعارض هذه التصريحات مع الخطة التي أعلنها وزير الخارجية ريكس تيلرسون في يناير 2018، والذي دعا إلى الحفاظ على الوجود الأمريكي في سوريا « طالما كان ذلك ضروريا » من أجل منع عودة تنظيم الدولة الإسلامية ومواجهة نفوذ إيران وروسيا، يقابلها الدبلوماسيون الأوروبيون بمفاجأة وبحذر من الإدارة الأمريكية. لكن الرئيس الأمريكي كرر موقفه في 3 أبريل: « في سوريا، كانت مهمتنا الأساسية هي التخلص من تنظيم الدولة الإسلامية. لقد اكتملت هذه المهمة وسنتخذ القرار بسرعة كبيرة. هذه المهمة تكلفنا الكثير من المال وتفيد الدول الأخرى أكثر بكثير من دولتنا. وبعد اجتماع في مجلس الأمن القومي، أمر جنرالاته بـ « الاستعداد للانسحاب » قوات أمريكية لكن دون تحديد موعد. لكن بحسب صحيفة لوفيجارو : « وبذلك يتمسك الرئيس بقراره من حيث المبدأ، مع قبول توصية مستشاريه بعدم التسرع في أي شيء. وتسرب من مجلس الوزراء الأمني أن جميع أعضائه دون استثناء – من وزير الدفاع جيمس ماتيس إلى مدير وكالة المخابرات المركزية ووزير الخارجية الذي سيصبح قريباً مايك بومبيو - عارضوا الانسحاب المتسرع. عندما ترامب أظهر تفضيله، واستعد البنتاغون لإرسال معدات وقوات إضافية لتعزيز قواعده في سوريا كما تطلب فرنسا من الولايات المتحدة الحفاظ على وجودها في سوريا.

## المفاوضات وإبرام الاتفاق

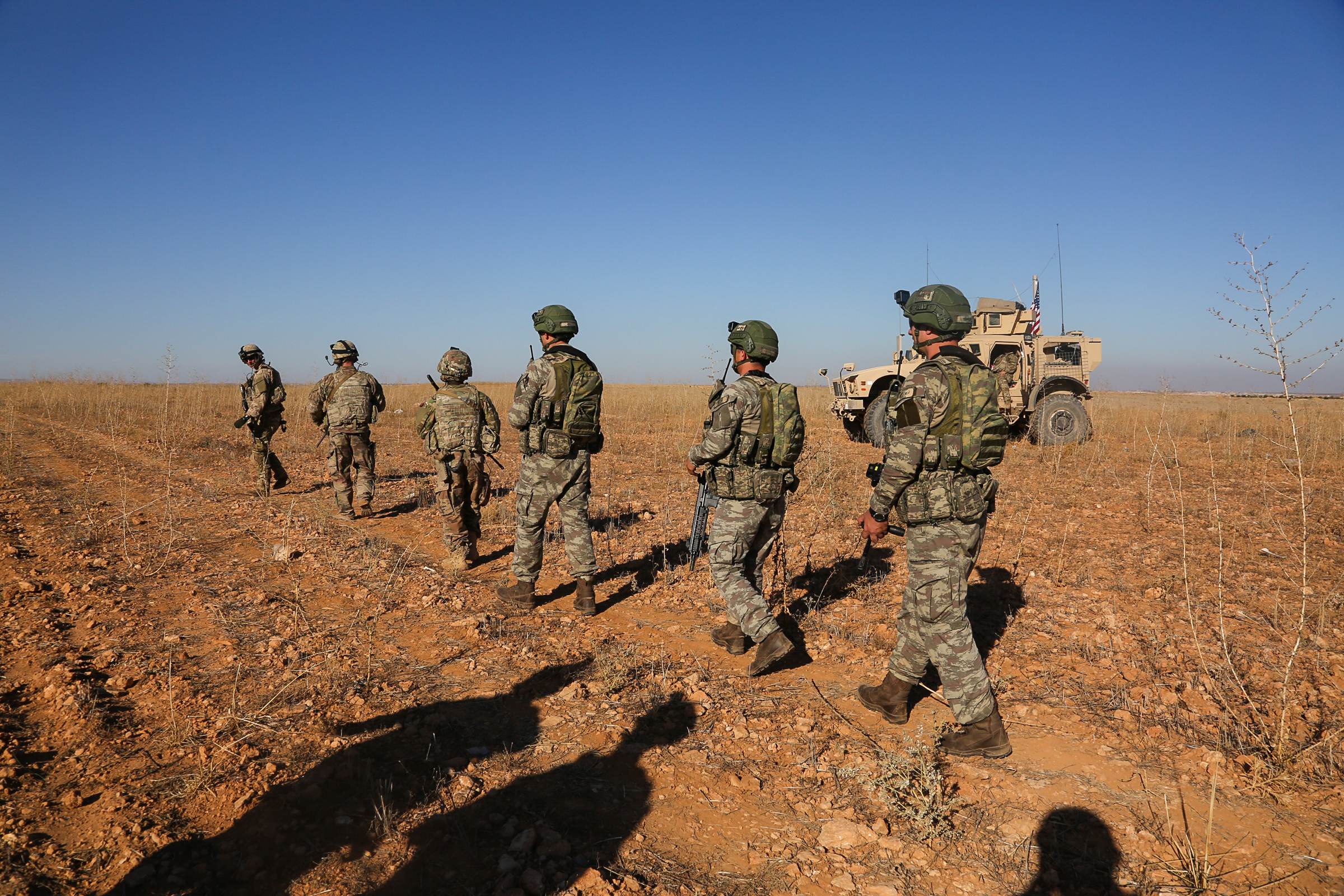
دورية عسكرية أمريكية وتركية في منبج1 نوفمبر 2018

وبعد سقوط عفرين في 18 مارس 2018، ازدادت الضغوط على منبج. الوضع على خط الجبهة، شمال وغرب المدينة، متوتر بشكل ملحوظ، ويخشى السكان من هجوم ومناوشات متكررة ضد الجيش السوري الحر وقوات سوريا الديمقراطية. ومن أجل ثني الأتراك عن الهجوم، أظهر الجنود الأمريكيون وجودهم بشكل واضح في المنطقة. يزيدون من دورياتهم ويرفعون علمهم على مركباتهم وفي قواعد قوات الدفاع والأمن. والفرنسيون من جانبهم أكثر تحفظًا ومع ذلك، في 29 مارس، أدى انفجار عبوة ناسفة في المنطقة إلى مقتل جنديين من قوات التحالف – أمريكي وبريطاني – وإصابة خمسة. في أول أبريل، ادعى المرصد السوري لحقوق الإنسان أنه تم نشر تعزيزات في منبج من قبل التحالف وأن 350 جنديًا، معظمهم أمريكيون وفرنسيون، كانوا متواجدين في المنطقة. وفي 26 أبريل، أعلن وزير الدفاع الأمريكي جيمس ماتيس أنه تم إرسال قوات فرنسية خاصة لتعزيز سوريا خلال الاسبوعين الماضيين، وبعد ذلك إرسال 300 جندي كوماندوز أمريكي و50 كوماندوز فرنسي إلى منبج.
وفي 25 مايو 2018، وفد أمريكي يتوجه إلى تركيا لبحث الوضع في منبج وفي اليوم نفسه، أعلنت وزارة الخارجية التركية والسفارة الأمريكية في أنقرة أن الطرفين حددا الخطوط العريضة لخارطة الطريق لتعاونهما بهدف ضمان الأمن والاستقرار في منبج. وفي 4 يونيو، أعلنت تركيا والولايات المتحدة أنهما توصلتا إلى اتفاق لحل الوضع في منبج وبحسب الأتراك فإن "خارطة الطريق" الخاصة بالاتفاق تنص على انسحاب وحدات حماية الشعب من المدينة ومنطقتها خلال 30 يوما، وتسيير دوريات أميركية تركية خلال 45 يوما، وإنشاء إدارة محلية خلال 60 يوما. أما الأمريكيون فهم أكثر غموضًا استبعدت فرنسا والمملكة المتحدة من جانبهما من الاتفاقية. في 5 يونيو، أعلنت وحدات حماية الشعب أن مقاتليها لم يعد لهم وجود في منبج منذ شهر نوفمبر 2016، وأن آخر "مستشاريها العسكريين"، الموجودين إلى جانب المجموعات المحلية المتجمعة داخل مجلس منبج العسكري، سينسحبون أيضًا من المنطقة. وفي اليوم نفسه، أعلن وزير الخارجية التركي أن انسحاب وحدات حماية الشعب يجب أن يكون مجرد مقدمة، وأن على الأخيرة أيضًا الانسحاب من مدن أخرى في شمال سوريا، مثل كوباني أو الرقة، إلا أن قوات مجلس منبج العسكري، التابع أيضاً لقوات سوريا الديمقراطية، ظلت متواجدة في منبج وأعلنت في 6 يونيو رفضها أي تواجد عسكري تركي في منبج.

## تطبيق الاتفاقية

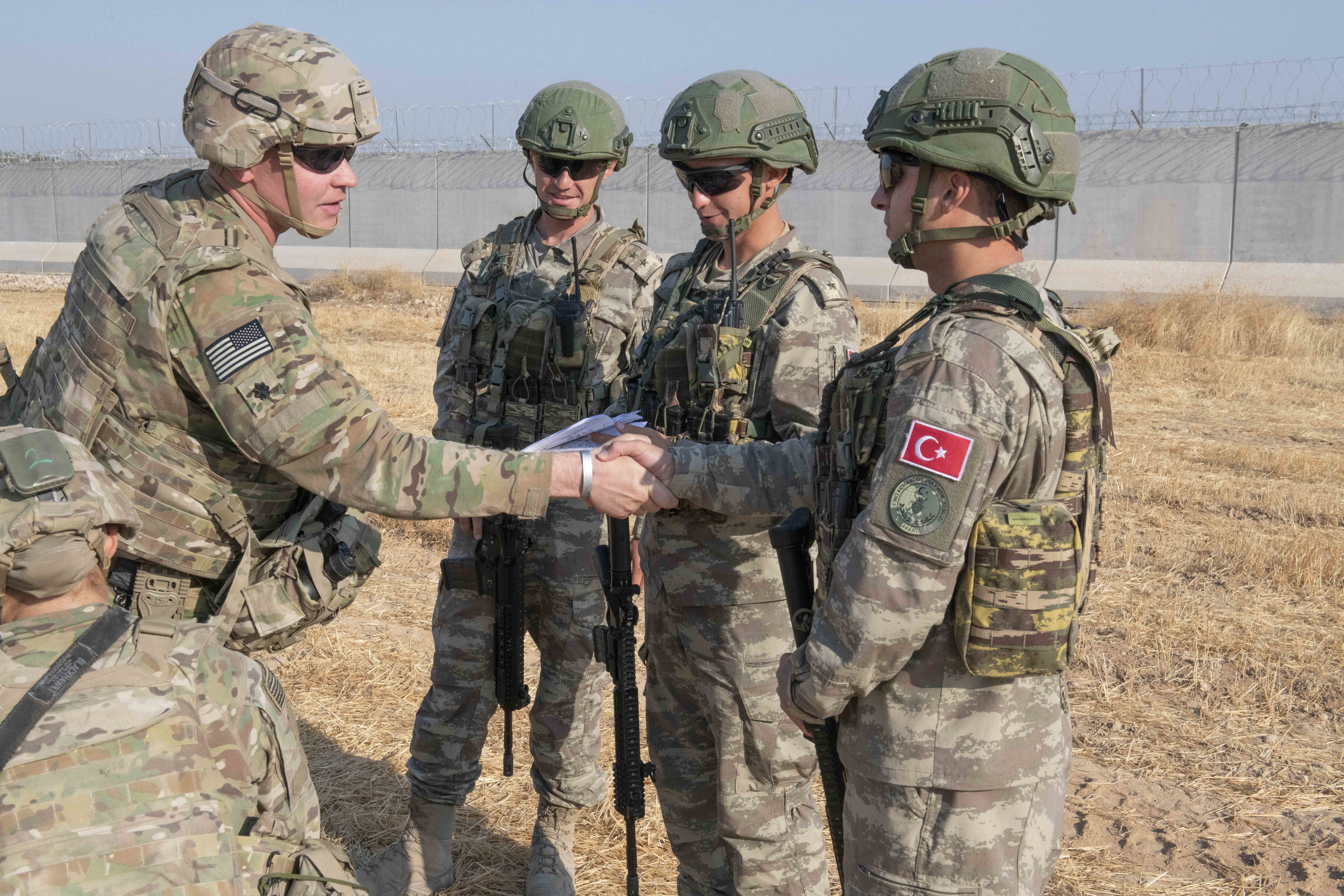
جنود تركيين وامريكيين

وفي 18 يونيو 2018 ادعى الجيش التركي أنه نفذ أولى دورياته على الخط الفاصل بين منطقة درع الفرات ومنبج. في 2 يوليو، قام اثنان من أعضاء مجلس الشيوخ الأمريكي، الجمهوري ليندسي جراهام والديمقراطية جين شاهين، بزيارة المدينة برفقة أعضاء مجلس منبج العسكري من أجل تقييم الوضع الأمني. وفي 15 يوليو تموز، أعلن مجلس منبج العسكري أن آخر أعضاء وحدات حماية الشعب قد غادروا. ومع بداية تشرين الأول/ أكتوبر 2018، بدأ الجنود الأمريكيون والأتراك تدريبات مشتركة مع احتمال القيام بدوريات مشتركة في منبج. وفي الأول من تشرين الثاني/نوفمبر، انطلقت أولى الدوريات الأمريكية التركية المشتركة في منبج.